# Klenovec
Klenovec (deutsch Klenowetz, ungarisch Klenóc) ist eine Gemeinde in der Mittelslowakei.

## Geographie

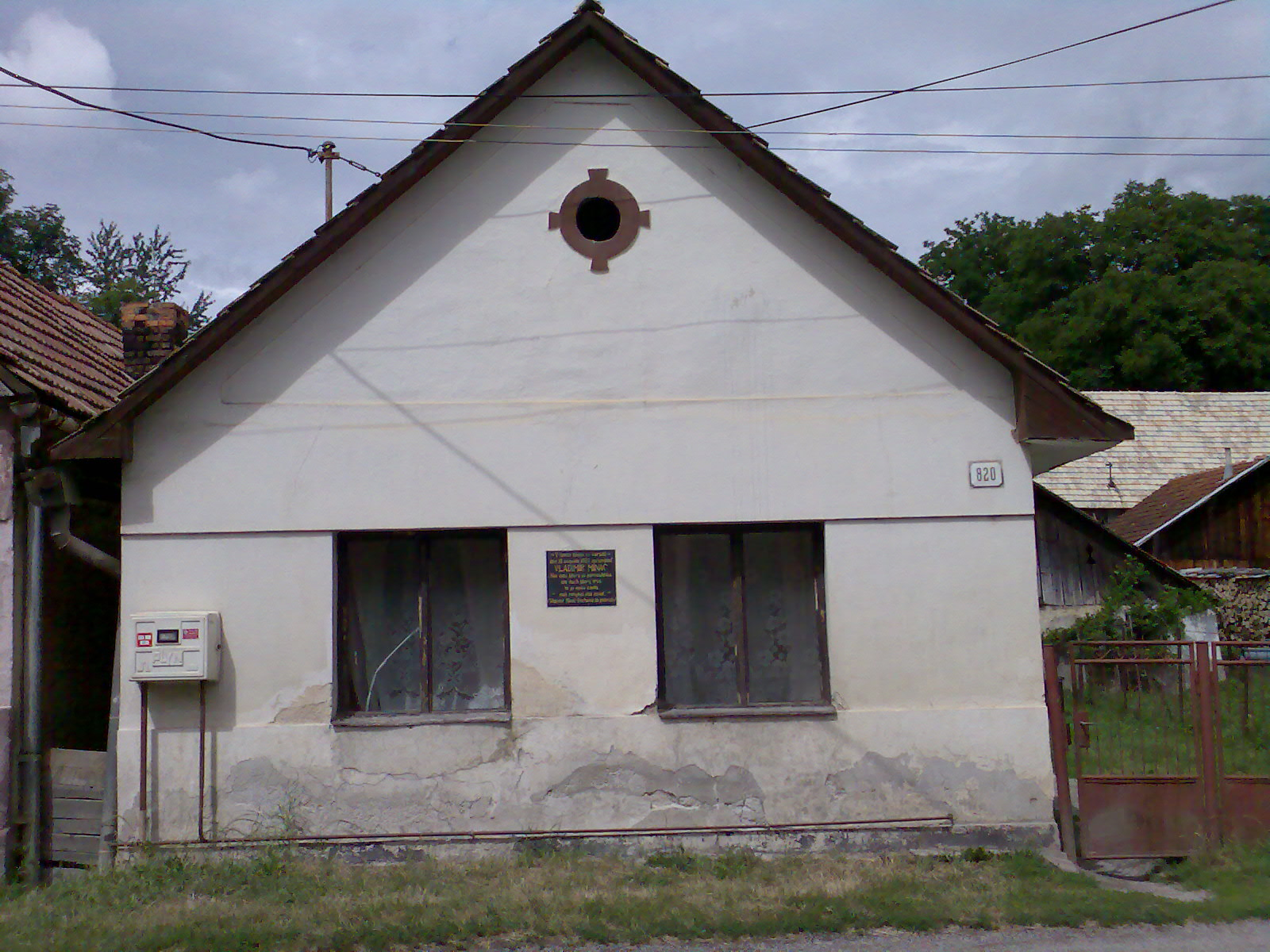
Ein Haus in der Gemeinde (Geburtshaus von Vladimír Mináč)

Klenovec liegt in den Veporské vrchy, einem Teil des Slowakischen Erzgebirge und an dem Fluss Klenovská Rimava, einem Zufluss der Rimava. Oberhalb der Gemeinde befindet sich ein kleiner Stausee (vodná nádrž Klenovec) und durch das große Katastralgebiet reicht die Gemeinde zum Berg Klenovský Vepor (1338 m n.m.), der 15 km nordwestlich des Ortszentrums gelegen ist. Die Stadt Hnúšťa liegt 6 km in östlicher Richtung, die Bezirksstadt Rimavská Sobota 30 km südlich. Bis zur westlich gelegenen Regionalhauptstadt Banská Bystrica sind rund 70 km.

## Geschichte
Klenovec wurde zum ersten Mal im Jahre 1340 urkundlich erwähnt. Der Ort gehörte im Mittelalter zum Herrschaftsgut der Burg Pirsenstein (Hajnáčka), danach gehörte er von 1591 bis zur Abschaffung der Leibeigenschaft im 19. Jahrhundert der Familie Kubínyi. Die Gemeinde wird außerdem mit dem slowakischen Räuberführer Juraj Jánošík in Verbindung gebracht, da er hier im Frühling 1713 mit seinem Kumpanen Tomáš Uhorčík gefasst und am 18. März 1713 in Liptovský Mikuláš hingerichtet wurde.
Bis 1918 gehörte der Ort zum Komitat Gemer und Kleinhont im Königreich Ungarn und wurde danach Teil der neu entstandenen Tschechoslowakei.

## Bevölkerung
| Jahr                | 1994 | 2004    | 2014    | 2024    |
| ------------------- | ---- | ------- | ------- | ------- |
| Anzahl der Personen | 3370 | 3268    | 3213    | 2952    |
| Unterschied         |      | −3,02 % | −1,68 % | −8,12 % |

| Jahr                | 2023 | 2024    |
| ------------------- | ---- | ------- |
| Anzahl der Personen | 2970 | 2952    |
| Unterschied         |      | −0,60 % |

Die Bevölkerung ist laut der Volkszählung 2001 zu 93,1 % slowakisch; daneben gibt es auch einige Roma (5,9 %). Mehr als die Hälfte (52,9 %) der Einwohner sind evangelisch, daneben gaben 26,6 % ihre Konfession als katholisch an, und 15,6 % bezeichneten sich als Atheisten.

## Persönlichkeiten
- Ján Cibuľa (1932–2013), tschechoslowakisch-schweizerischer Arzt und Minderheitenpolitiker
- Vladimír Mináč (1922–1996), slowakischer Schriftsteller und Essayist.